# 이중수
이중수(李仲秀, 일본식 이름: 眞城仲秀신조 추슈, 1905년 2월 28일 ~ ?)는 일제강점기와 대한민국의 경찰로, 본적은 서울특별시 성북구 돈암동이다.

## 생애
1931년부터 1934년까지 경기도 경찰부 고등경찰과 경부보로 근무했고, 경기도 연천경찰서 경부보(1935년), 경기도 평택경찰서 사법주임 경부보(1936년 ~ 1937년 8월 2일), 경기도 경성 영등포경찰서 사법주임 경보(1937년 8월 3일 ~ 1938년 2월 8일), 경기도 이천경찰서 사법주임 경부(1938년 2월 9일 ~ 1941년)를 역임했다.
경기도 경찰부 고등경찰과 경부보로 재직하던 중에 일어난 만주사변 당시 출동 부대에 대한 각종 정보를 수집하는 한편 경기도에서 발행된 신문과 잡지에 게재된 군사 및 시국 관련 기사에 정지, 경고, 주의 조치를 내리는 등 언론 매체에 대한 엄격한 검열을 실시하여 언론 기관을 적극 통제했다. 중일 전쟁 때인 1937년 7월 7일부터 1940년 4월 28일까지 일본군의 군용물자 조달과 군수품 공출, 군사 수송과 경계 업무를 수행했으며, 특히 조선육군창고 촉탁(1938년 9월 30일 ~ 1940년 4월 28일)을 겸임하는 동안 모피와 돈피 공출을 독려하여 일본의 침략 전쟁에 적극 협력했다.
1934년 8월 15일 만주 사변에 협력한 공로를 인정받아 일본 정부의 만주 사변 행상에서 위로 갑(慰勞 甲)에 상신되었으며, 1940년 4월 29일 중일 전쟁에서 세운 공적을 인정받아 일본 정부의 지나 사변 공적 조서에서 공로(功勞)에 상신되었다. 이러한 행적으로 인해 민족문제연구소의 친일인명사전 수록자 명단의 경찰 부문, 친일반민족행위진상규명위원회가 발표한 친일반민족행위 705인 명단에 포함되었다. 광복 이후에 서울성동경찰서장, 경기도경찰청 보안과 서무주임, 서울경찰청 철도관구 사찰과장 등을 역임했으나, 한국 전쟁이 진행 중이던 1950년 7월 8일에 납북되었다.

## 참고자료
- 친일반민족행위진상규명위원회 (2009). 〈이중수〉. 《친일반민족행위진상규명 보고서 Ⅳ-14》. 서울. 305~312쪽.